# Shaven Paul
Shaven Sean Paul (sinh ngày 11 tháng 3 năm 1991) là một cầu thủ bóng đá người Jamaica thi đấu cho Portmore United, ở vị trí thủ môn.